# Ogończyk akacjowiec
Ogończyk akacjowiec (Satyrium acaciae) – gatunek owada z rzędu motyli, z rodziny modraszkowatych (Lycaenidae).
Motyl rozprzestrzeniony od Półwyspu Iberyjskiego przez południową część Europy, po Turcję i południowy Ural.